# Sestra (Dubna)
Die Sestra (russisch Сестра; wörtlich übersetzt: „Schwester“) ist ein 138 km langer linker Nebenfluss der Dubna im europäischen Teil Russlands.

## Verlauf
Die Sestra bildet den Abfluss des Seneschsees, der in der Oblast Moskau etwa 65 km nördlich der russischen Hauptstadt liegt. Dieser See entstand durch Aufstauung der Sestra und des Flusses Istra. Von dort fließt die Sestra zunächst in nördlicher und nordwestlicher Richtung durch das dichtbesiedelte Moskauer Umland. Teilweise ist ihr Lauf hier kanalisiert.
Kurz nachdem die Sestra Klin durchflossen hat, nimmt sie die Jamuga auf. Nun biegt sie in vorwiegend nordöstliche und östliche Richtungen ab. Der Fluss besitzt in diesem Bereich zahlreiche Altarme und nimmt eine Vielzahl von kleinen Bächen und Entwässerungsgräben auf. Bei Ust-Pristan mündet die Jachroma, ihr größter Nebenfluss, ein.
Anschließend wendet sich die Sestra nach Norden und erreicht wenig später die Grenze zur Oblast Twer. Der Flusslauf markiert nun bis kurz vor die Mündung der Sestra die Grenze zwischen den Oblasti Moskau und Twer. Südöstlich der Stadt Dubna mündet die Sestra schließlich in die Dubna.
Die Sestra wir hauptsächlich von Schneeschmelzwasser gespeist und ist durchschnittlich zwischen November/Anfang Januar und Ende März/April gefroren.